# Рейзорбек

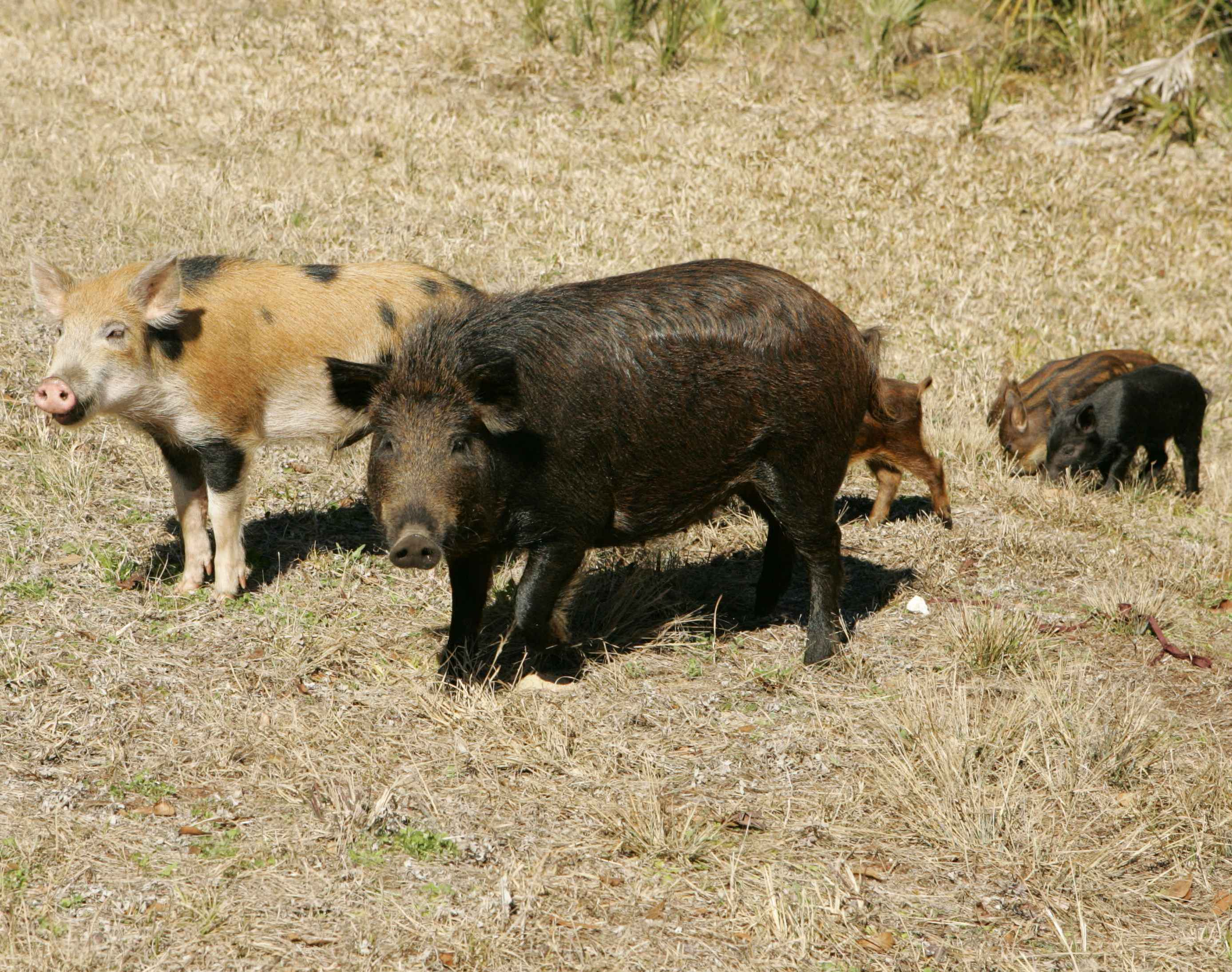
Одичавшие свиньи

Рейзорбек, одичавшая свинья (от разговорного американского английского Razorback) — свинья, живущая в условиях дикой природы, но произошедшая от домашних свиней в странах Старого и Нового Света. В Северной Америке термин используется также для обозначения гибридов диких свиней и домашних свиней. К чистокровным диким свиньям нередко применяется понятие «русский вепрь» или «русский рейзорбек». Термин также прижился в Австралии.

## Положение в отдельных регионах

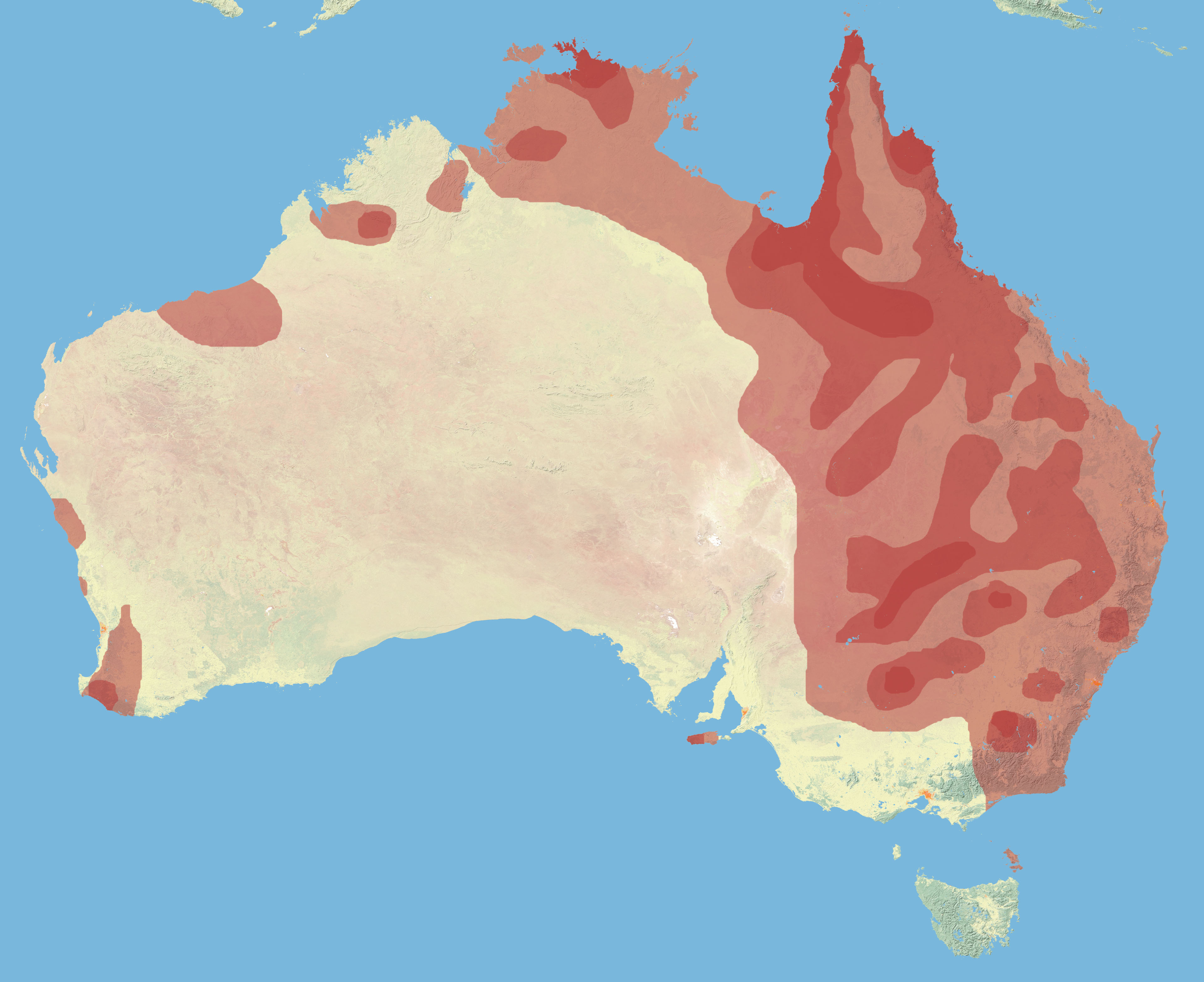
Распространение одичавших свиней в Австралии

В Великобритании кабаны обитают в лесах, но одичавшие свиньи чаще встречаются вблизи людей, особенно в местах для пикников, площадок для игр в гольф, футбольных полей, деревень и т. д. Популяции диких свиней замечены в лесу Дин, Глостершир. Эти особи активны в дневное время суток и не боятся людей, в отличие от аналогичных популяций в восточном Суссексе. Сообщалось также, что одичавших свиней замечали в окрестностях озера Лох-Несс. На момент 2012 года в Кенте и восточном Суссексе наблюдалось от 100 до 200 особей одичавших свиней, а также от 20 до 30 в западном Дорсете.
В Австралию первые свиньи были завезены капитаном Джеймсом Куком в 1777 году на остров Бруни. Это было частью его намерений по интродукции в открытые земли домашних животных и растений. В 1970-е свиньи заселили остров Бабел. Одичавшие свиньи наносят сильный урон окружающей среде, вытесняя эндемичные виды из их естественных экосистем, и в 1987 году были признаны наиболее значительными вредителями австралийской живой природы.
В южных прериях Канады и в США одичавшие свиньи — растущая проблема. По данным 2013 года популяции свиней приблизительной численности 6 миллионов особей ежегодно наносят урон, исчисляемый в миллиардах долларов как дикой природе, так и сельскому хозяйству. Всего за несколько ночей небольшая группа диких свиней способна нанести серьёзный ущерб акрам фермерских полей, разрывая землю в поисках кореньев и клубней. Американские охотники пытаются контролировать численность рейзорбеков, ставя на них ловушки и/или убивая их. В некоторых местах, например, в Техасе, на охоте на одичавших свиней строят бизнес.
В Уругвае и Бразилии дикие свиньи впервые появились в XX веке. С 2005 года в штате Риу-Гранди-ду-Сул оформляются лицензии для охоты на них. Растущая численность диких свиней приводит к увеличению численности ягуаров, охотящихся на них при любой возможности.